# Nürnberger Straße 13–31/10–28

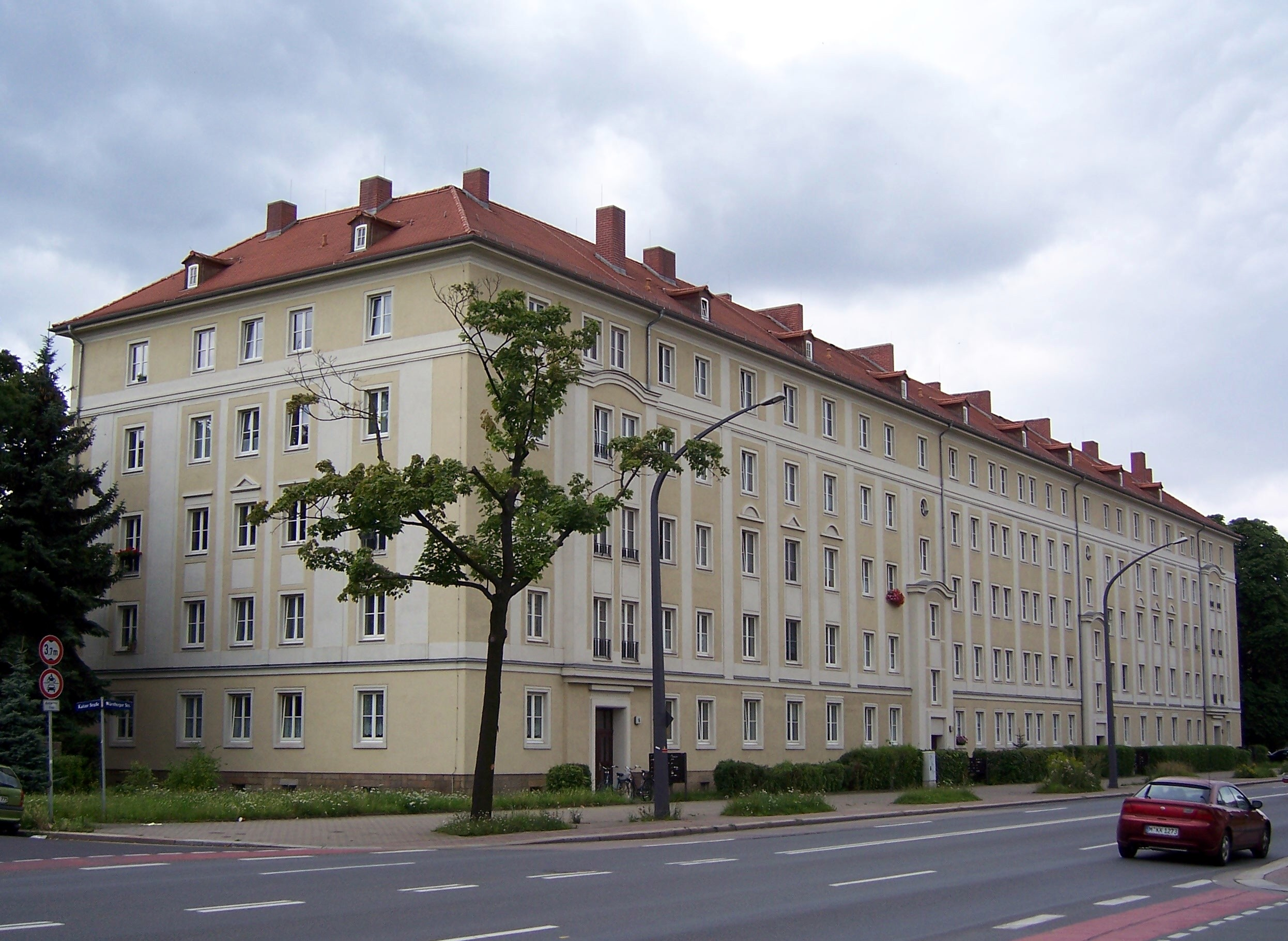
Ein Haus des Komplexes Nürnberger Straße 13–31/10–28

Die vier Gebäudezeilen der Nürnberger Straße 13–31/10–28  sind denkmalgeschützte Gebäude in der Dresdner Südvorstadt. Sie sind Teil der Wohnbebauung Nürnberger Straße, die als Sachgesamtheit unter Denkmalschutz steht. Die Gebäude befinden sich beidseits der Nürnberger Straße zwischen Nürnberger Ei und der Zionskirchruine.

## Beschreibung
Der Siedlungsbau wurde von 1953 bis 1954 unter der städtebaulichen Leitung des Architekten Herbert Schneider und Kollektiv nach Entwürfen von Albert Patitz errichtet und war Anfang für den Bau von Gebäuden an der Eisenstuck-, Bernhard- und Kaitzer Straße mit 1500 Zweieinhalb-Raum-Wohnungen. Diese wurden meist für die Arbeiter des Wismut-Uranbergbaus errichtet. Es gilt als eines der ersten Beispiele für den Siedlungsbau in Dresden im Baustil des Sozialistischen Klassizismus mit Anklängen an den Dresdner Barock: „Eine zurückhaltende Gliederung der Putz-Kunststein-Fassaden wurde durch Risalite mit barockisierenden Bogenabschluss, Sgraffito-Schmuck über den Türen und unter den Traufen sowie Lisenen erreicht. Traufhöhe und Walmdächer sind in den Mittelabschnitten der langen Zeilen leicht erhöht gegenüber den Seiten“. Es handelt sich um fünfgeschossige Bebauung auf beiden Seiten der Nürnberger Straße in Dresden mit dem Wohnungstyp 53/5, 10 18 mit Ecklösung und Walmdach.
Die Gebäudezeilen der Nürnberger Straße 13–31/10–28 umfassen dabei insgesamt vier Gebäude:
- Nürnberger Straße 10–16 (gerade Hausnummern) mit Nürnberger Straße 16a, 16b
- Nürnberger Straße 18–28 (gerade Hausnummern) mit Bernhardstraße 34
- Nürnberger Straße 13–19 (ungerade Hausnummern)
- Nürnberger Straße 23–31 (ungerade Hausnummern)

## Beschreibung des Denkmalschutzes für die SachgesamtheitWohnbebauung Nürnberger Straße
Die Häuser Nürnberger Straße 13–31/10–28 sind Teil einer Sachgesamtheit Wohnbebauung Nürnberger Straße, die wie folgt durch das Landesamt für Denkmalpflege Sachsen beschrieben wird:

„Sachgesamtheit Wohnbebauung Nürnberger Straße, mit folgenden Einzeldenkmalen:
- Altenzeller Straße 16, 18, 20/Kaitzer Straße 30 (ID-Nr. 09216729),
- Altenzeller Straße 22–28 gerade/Kaitzer Straße 29 (ID-Nr. 09216730),
- Bernhardstraße 20–26 gerade/Eisenstuckstraße 15, 17 (ID-Nr. 09216733),
- Bernhardstraße 28, 30/Eisenstuckstraße 26, 28 (ID-Nr. 09216735),
- Bernhardstraße 36, 36a, 38, 38a (ID-Nr. 09216744),
- Eisenstuckstraße 16, 18 (ID-Nr. 09216741),
- Eisenstuckstraße 20, 22/Kaitzer Straße 37 (ID-Nr. 09216742),
- Hohe Straße 41, 43, 43a, 43b, 45, 47 (ID-Nr. 09216745),
- Hohe Straße 49, 51 (ID-Nr. 09216746),
- Kaitzer Straße 32, 33, 35/Eisenstuckstraße 9, 11 (ID-Nr. 09216743) und
- Nürnberger Straße 10–16 gerade (ID-Nr. 09216747), Nürnberger Straße 13–19 ungerade (ID-Nr. 09216748), Nürnberger Straße 16a, 16b (ID-Nr. 09216707), Nürnberger Straße 18–28 gerade/Bernhardstraße 34 (ID-Nr. 09216738) und Nürnberger Straße 23–31 ungerade (ID-Nr. 09216749) (i.e. insgesamt Gegenstand dieses Artikels)

und die Außenanlagen vor und hinter den Gebäuden (als Sachgesamtheitsteile);

Wohnbebauung bzw. -anlage (Teil des Sonderbauprogramms für Arbeiter des Bergbaus), die Wohnanlage im Geviert Altenzeller-, Bernhard-, Hohe- und Nürnberger Straße sowie südlich der Nürnberger Straße besteht aus 15 Baukörpern (längliche und L-förmige Wohnblocks mit zwei bis maximal sieben Eingängen), die sich unregelmäßig in das ursprüngliche Straßenraster einfügen, drei als „Torhäuser“ gestaltete Bauten gehen über die alten Straßenzüge hinweg, Gebäude in traditioneller Bauweise mit klassizistischen Elementen (Friesen unter der Dachtraufe usw.), dabei einige gestalterisch hervorgehoben, z. B. das „Torhaus“ Hohe Straße 41–47,

bauliches Zeugnis des Wiederaufbaus nach 1945, von baugeschichtlichem, sozialgeschichtlichem, stadtentwicklungsgeschichtlichem und städtebaulichem Wert.“

## Kritik
Zeitgenossen kritisierten fachlich insbesondere die Hauseingänge mit Erker. So würden die Hauseingänge „… durch den erkerartigen Vorbau in den Wohnetagen erdrückt. Diese Wirkung wird durch das stark vortretende Gesims unterstrichen.“ Vorgeschlagen wurde auch die Betonung des Einganges auf Erdgeschosshöhe mit einer reicheren bauplastischen Schmuck nach dem Vorbild des Regimentshauses am Jüdenhof aus dem 18. Jahrhundert.
Diese zeitgenössische Kritik fand keine Beachtung, in der heutigen Beurteilung steht die Gesamtwertung der Wohnbebauung Nürnberger Straße als „Denkmalpflegerische Sachgesamtheit“ im Vordergrund.